# Orbec
Orbec je naselje in občina v severozahodnem francoskem departmaju Calvados regije Spodnje Normandije. Leta 2006 je naselje imelo 2.422 prebivalcev.

## Geografija
Kraj se nahaja v pokrajini Auge (Normandija) ob reki Orbiquet, 20 km jugovzhodno od Lisieuxa.

## Uprava
Orbec je sedež istoimenskega kantona, v katerega so poleg njegove vključene še občine Cernay, Cerqueux, La Chapelle-Yvon, Courtonne-les-Deux-Églises, La Croupte, Familly, La Folletière-Abenon, Friardel, Meulles, Préaux-Saint-Sébastien, Saint-Cyr-du-Ronceray, Saint-Denis-de-Mailloc, Saint-Julien-de-Mailloc, Saint-Martin-de-Bienfaite-la-Cressonnière, Saint-Martin-de-Mailloc, Saint-Pierre-de-Mailloc, Tordouet in La Vespière z 9.189 prebivalci.
Kanton Orbec je sestavni del okrožja Lisieux.

## Pobratena mesta
- Frammersbach (Bavarska, Nemčija),
- Kingsteignton (Anglija, Združeno kraljestvo).